# Platycomopis
Platycomopis är ett släkte av rundmaskar. Platycomopis ingår i familjen Leptosomatidae.
Släktet innehåller bara arten Platycomopis effiliata.